# Fujiwara no Uchimaro
Fujiwara no Uchimaro (藤原内麻呂, [[[756]] - 812] Erro: {{japonês}}: texto da transliteração contém caractere não latino (pos 17) (ajuda)) foi um nobre do final do período Nara e início de período Heian da história do Japão . Também conhecido como Go-Nagaoka-Daijin (後長岡大臣) . Foi o terceiro filho do dainagon Fujiwara no Matate e, portanto, membro da  do Ramo Hokke dos Fujiwara. Uchimaro alcançou na Corte o grau  de Ju ni-i (従二位, Oficial de segundo escalão) com o cargo de Udaijin, postumamente foi elevado ao grau Sho ichi i (従一位, Ministro de primeiro escalão) e ao posto de Daijō Daijin.

## Carreira
Após a ascensão do Imperador Kanmu em 781, Uchimaro foi promovido de Shō roku i jō (正六位上, Oficial sênior de sexto escalão) a Ju i no ge (従五位下, oficial júnior de quinto escalão). Sendo consecutivamente promovido em 785, 786 e 787, culminando com o posto de Ju shi i ge (従四位下, Oficial júnior de quarto escalão). Isto ocorreu logo após a primeira esposa de Uchimaro, Kudara no Nagatsugu, se tornar uma dama da corte, para cuidar da princesa Yoshimine no Yasuyo. Durante este período, Uchimaro ocupou vários cargos na guarda imperial e como um governador provincial.
Mais tarde, Uchimaro ocupou cargos de direção em uma divisão da guarda imperial, no Ministério da Justiça , e no Naizō-ryō (内蔵寮), um organismo que regia as finanças da família imperial. Em 794, após a mudança da capital para Heian-kyo (atual Quioto), Uchimaro é promovido a Sangi. E em 798, Uchimaro foi promovido a Ju san-mi (従三位, Oficial júnior de terceiro escalão) e com o cargo de Chūnagon . Ele também ocupava várias outras posições durante este período, incluindo a de Capitão da Guarda Imperial. Em 799 ele foi encarregado da transferência da capital. Em 805 durante a disputa entre Fujiwara no Otsugu e Sugano no Mamichi ( Tokusei ronsō, 徳政論争), na qual Otsugu argumentava que a campanha planejada contra os Emishi no norte e a construção da nova capital estavam sobrecarregando a população e deveriam ser interrompidas. Mamichi se opunha fortemente a isso, mas o Imperador foi convencido pelo argumento de Otsugu, e os planos foram interrompidos. Uchimaro apoiou a posição do Imperador Kammu.
Quando o Imperador Heizei subiu ao trono em 806, Uchimaro foi promovido a Dainagon. Quando o príncipe Miwa morreu um mês depois, Uchimaro assumiu o cargo de chefe de gabinete com uma promoção para Shō san mi (正三位, Ministro de terceiro escalão) com o cargo de Udaijin. Em 809, ele foi promovido a Sho ni i (正二位, Ministro de segundo escalão). Ele saiu ileso da tentativa de golpe do Príncipe Iyo (807) e do Incidente Kusuko (810).
Uchimaro morreu em 13 de novembro de 812, aos 56 anos de idade. Postumamente promovido a ju ichi-i (従一位, funcionário júnior do primeiro escalão) e ao posto de Sadaijin, dias depois novamente promovido para para Daijō Daijin.